# 4th Dimension
4th Dimension (с англ. — «Четвёртое измерение») — симфо-пауэр-метал-группа из Азиаго, Италия, основанная в 2005 году.

## История
Группа 4th Dimension была основана в 2005 году вокалистом Andrea Bicego и клавишником Talete Fusaro. С самого начала группа настроилась на исполнении определенного стиля — симфонического пауэр-метала, идя по стопам таких групп как Stratovarius, Sonata Arctica и Rhapsody of Fire. В течение первого года к группе присоединились барабанщик Massimiliano Forte, гитарист Michele Segafredo и бас-гитарист Stefano Pinaroli.
В 2008 году группа начала записывать собственные песни, первая из которых, «The Sun in My Life» была записана в начале 2009 года и вышла на сборнике под названием «Total Invasion Vol. 3», (который был распространен в Италии и Германии во время летних фестивалей, таких как Gods of Metal и Wacken Open Air).
Процесс написания песен был завершен в конце 2009 года, а вскоре после этого, Alessio Lucatti (клавишник итальянских Vision Divine) проявил интерес к музыке 4th Dimension, и решил продюсировать дебютный альбом группы, который был окончательно записан в период с мая по август 2010 года в Пизе. Альбом был сведён в студии New Sin Studio (Labyrinth, Vision Divine, White Skull) в Тревизо. На альбоме также записался Фабио Лионе (Rhapsody of Fire), в качестве специального гостя.
В начале 2011 года группа подписала контракт с итальянским лейблом Crash & Burn Records, на выпуск дебютного альбома The White Path To Rebirth. Релиз состоялся 25 марта 2011 года.
В февраля 2011 года вместе с группами Sonata Arctica и Labyrinth 4th Dimension отправились в европейское турне.
В январе 2014 года группа выпустила музыкальное видео на песню «Kingdom Of Thyne Illusions» и анонсировала второй альбом Dispelling The Veil Of Illusions, который вышел 21 марта того же года.

## Состав
- Андреа Бисего — вокал (2005—настоящее время)
- Микеле Сегафредо — гитара (2005—2016, 2018—настоящее время)
- Стефано Пинароли — бас-гитара (2005—настоящее время)
- Риккардо Каллегари — клавишные (2018—настоящее время)
- Андреа Занон — ударные (2018—настоящее время)

## Дискография
Студийные альбомы
- The White Path to Rebirth (2011)
- Dispelling The Veil Of Illusions (2014)